# Penthococcus nartshukae
Penthococcus nartshukae är en insektsart som beskrevs av Danzig 1972. Penthococcus nartshukae ingår i släktet Penthococcus och familjen ullsköldlöss. Inga underarter finns listade i Catalogue of Life.